# André Margat
André Margat né le 8 avril 1903 à Paris et mort le 10 février 1997 à Dry est un peintre, illustrateur, dessinateur, graveur, laqueur et sculpteur français.
Il est spécialisé dans l'art animalier.

## Biographie
André Margat est formé à l'école des beaux-arts de Paris et aux Arts-Déco.
Il est secrétaire-rédacteur et illustrateur à la revue Poésie de 1920 à 1939,,, illustrateur à La Proue.
Il adhère au « groupe des Douze » qui, sous la présidence d'honneur de Frantz Jourdain, rassemble autour de François Pompon et de Jane Poupelet des artistes animaliers tels que Georges Hilbert, Paul Jouve, Adrienne Jouclard ou Jean-Claude de Saint-Marceaux. En 1932 et 1933, il expose avec ce groupe dans les salons de l'hôtel de Jacques-Émile Ruhlmann,.
Il est membre du conseil d'administration de la Société nationale des beaux-arts et président de la section Arts décoratifs de 1967 à 1977. 
En 1988, il obtient le prix Édouard-Marcel Sandoz au Salon national des artistes animaliers de Bry-sur-Marne.

## Œuvres dans les collections publiques
- Paris :
  - musée d'Art moderne de Paris : Singe, 1929, dessin[9].
  - musée de la Musique : Portrait d'Émile Français (1894-1984)', 1944, pastel[10].

## Illustrations de livres
- La Mère aux chats, d'Octave Charpentier, Paris, 1927[11].
- La Dernière Harde, de Maurice Genevoix, 1953[12].
- L'Âne Culotte, d'Henri Bosco, 1951[13].
- Des fables, de Charles-Albert Janot, 1933[14].
- Poème du quinquina, de Jean de La Fontaine, Paris 1977[15].